# Retten i Holbæk
Retten i Holbæk er en byret i Holbæk. Den 1. januar 2007 trådte en retskreds-reform i kraft, der medførte at 82 byretskredse blev lagt sammen til de 24 retskredse. Retten i Holbæk blev dannet af de oprindelige retskredse for Holbæk, Kalundborg og Nykøbing Sjælland. Retskredsens geografiske område udgjorde herefter Holbæk, Kalundborg og Odsherred kommuner.
En ny retsbygning beliggende på havnen i Holbæk blev taget i brug i sommeren 2012.